# Konvergenz-Plan

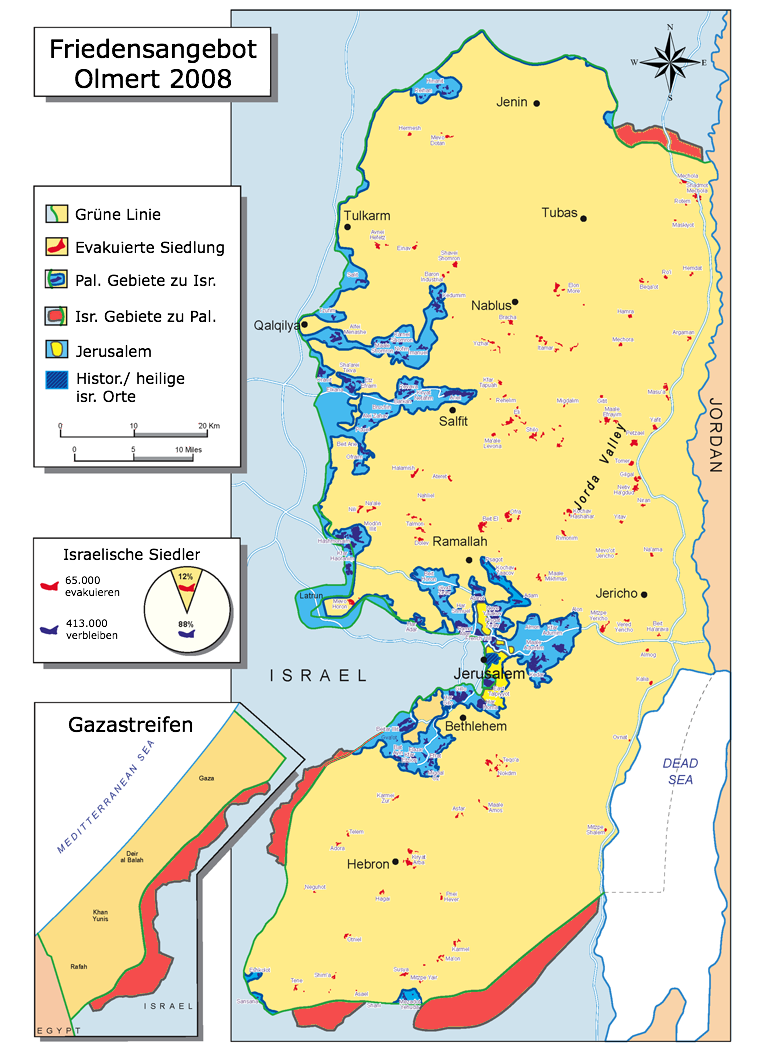
Olmerts Friedensplan

Der Konvergenz-Plan (hebräisch תוכנית ההתכנסות Tochnit haHitkansut) war ein Vorschlag des israelischen Ministerpräsidenten Ehud Olmert zur Lösung des Nahostkonflikts, der von Olmert in verschiedenen Interviews im Rahmen seines Wahlkampfes zur Parlamentswahl in Israel 2006 dargelegt wurde. Der Plan wurde nicht realisiert und wird nicht mehr verfolgt.
Nach Olmerts Plan sollten die Grenzen Israels konsolidiert werden und dazu einige israelische Siedlungen im Westjordanland in größeren Arealen zusammengefasst, andere aufgegeben werden. Die Palästinenser könnten dann, wenn sie das wollten, auf ihrer Seite der Sperranlagen einen Staat ausrufen. In der Zukunft sollte dann in Friedensverhandlungen eine Anpassung der Grenze verhandelt werden. Der Zeitplan, den Olmert ursprünglich angab, sah hierfür einen Zeitraum von vier Jahren vor. Olmert knüpfte mit dem Konvergenz-Plan ausdrücklich an den Abkoppelungsplan seines Vorgängers Ariel Scharon an, der u. a. den unilateralen Abzug aus dem Gazastreifen zur Folge hatte.
Obwohl die hebräische Bezeichnung für den Plan sich nicht geändert hat, wurde im englischsprachigen Raum der Name von convergence zu consolidation und schließlich zu realignment abgewandelt.

## Ziel
Um eine „stabile jüdische Mehrheit“ als das – zumindest für ihn Wesentliche – in Israel „zu bewahren“, verzichtet Ehud Olmert auf den Traum von einem israelischen Staat, der sowohl den Gazastreifen als auch das Westjordanland umfasst hätte. Olmerts Ziel war es Israel „irgendwann von den Palästinensern zu trennen und sichere Grenzen zu errichten, die von der internationalen Gemeinschaft anerkannt werden“. Da man nach Olmerts Auffassung nicht ewig auf die Hamas warten könne, wollte er dieser Ziele auch im Alleingang umsetzen.
Es wurden keine Details seitens der israelischen Regierung genannt, schon deshalb, um den Protest der jüdischen Siedler aus den zu räumenden Siedlungen hinauszuschieben, um eine bessere Verhandlungsposition gegenüber den Palästinensern zu haben und auch um international für die wohl umfangreichen Gebietsansprüche auf Land des Westjordanlandes nicht zu früh in die Kritik zu geraten.
Absicht des Plans war die Vereinigung der wichtigsten Siedlungsgebiete zu drei großen Arealen nahe der Grünen Linie (Waffenstillstandslinie 1949), um sie (später) mit dem israelischen Kernland verschmelzen zu können. In den drei Blöcken um Ariel (im Norden zwischen Qalqiliya und Nablus), Ma'ale Adumim (im Zentrum östlich von Jerusalem) und Gusch Etzion (südlich von Betlehem) herum wurde bereits seit den 1990er Jahren die Ansiedlung verstärkt vorangetrieben.
Alle drei Gebiete waren schon größtenteils durch die israelischen Sperranlagen vom übrigen Palästina getrennt. Israel baute diese Sperranlagen auch gegen internationale Widerstände weiter, so hatte der Internationale Gerichtshof im Juli 2004 in einem unverbindlichen Rechtsgutachten festgestellt, dass der Verlauf von Sperrzaun und Mauer rechtswidrig sei.
Schon der damalige israelische Ministerpräsident Jitzchak Rabin hatte im Oktober 1995 (einen Monat vor seiner Ermordung durch einen radikalen Siedler) klargemacht: „Die Grenzen des Staates Israel werden nach der dauerhaften Lösung [der Grenzfrage] jenseits der Linien sein, die vor dem Sechstagekrieg existiert haben.“ Er hatte weiter betont: „[Israel] wird nicht zu den Grenzen vom 4. Juni 1967 zurückkehren.“
Bei Fertigstellung des Grenzzauns werden 76 Prozent der jüdischen Siedler (über 170.000) im Westjordanland zwischen der Mauer und der Grünen Linie leben, um Ostjerusalem herum weitere 170.000 Siedler. Diese Gebiete entsprächen etwas mehr als 10 % des Westjordanlandes.
Ferner beanspruchte die israelische Regierung entsprechend dem Allon-Plan von 1970 das gesamte westliche Jordantal als Sicherheitspuffer gegenüber Jordanien, wie es offiziell heißt, wahrscheinlich aber auch aufgrund der immer wichtiger werdenden Wasservorräte. Damit würde sich Israel dauerhaft die schon unter Kontrolle gebrachten 90 % der unterirdischen Wasservorkommen der Region sichern. Offen war noch, ob Israel das Jordantal pachten oder annektieren wolle. Dies sind „zum Teil die fruchtbarsten und wasserreichsten Regionen der Westbank, in denen derzeit in 38 Ortschaften über 49.000 Palästinenser leben. Ihre Existenz ist durch die Absperrungen in höchstem Maße gefährdet, ihre Zukunft vollkommen unsicher.“

## Entwicklung
Es wird befürchtet, die fortgesetzte israelische Besiedlung durch den schleichenden, aber dennoch sichtbaren weiteren Siedlungsbau könnte zur Radikalisierung breiter Bevölkerungsschichten führen und der Hamas weiteren Zulauf bringen. B’Tselem (eine israelische Nichtregierungsorganisation) behauptet, die israelischen Regierungen hätten das Nichtvorhandensein von modernen Rechtsdokumenten für das ehemals gemeinschaftliche Land der Palästinenser ausgenutzt, um es sich anzueignen. Zusammengenommen befinden sich so laut B’Tselem 2006 heute noch etwa 42 % des Westjordanlands unter israelischer Kontrolle.
Nachdem sich seit dem Wahlsieg der Hamas die Lage in den palästinensischen Autonomiegebieten bürgerkriegsähnlich zugespitzt (siehe Nahost-Konflikt) hatte und Ehud Olmert ein international umstrittenes unilaterales Vorgehen entwickelt hatte, hat er dem palästinensischen Präsidenten Mahmud Abbas Gespräche auf der Grundlage seines Konvergenz-Planes angeboten, allerdings unter der Bedingung, „dass die Palästinenser den Terrorismus aufgeben, die terroristische Infrastruktur auflösen, alle vorhergehenden Verträge und Verpflichtungen akzeptieren und das Existenzrecht Israels anerkennen.“ Abbas und die PLO erkennen dies zwar nominell schon länger an, jedoch wurde das immer noch nicht in der Charta der Fatah festgehalten. Die bis Juni 2007 in der Regierung vertretene Hamas lehnt aber das Existenzrecht Israels strengstens ab. Dies ist ein Verstoß gegen die Vereinbarungen im letztgültigen Friedensplan („Road Map“), weshalb Israel die vereinbarten bilateralen Friedensgespräche mit den Palästinensern bis zu diesem Zeitpunkt ablehnte. Auch Israel verstößt mit dem Fortführen des Siedlungsbaus und der Praxis gezielter Tötungen von Palästinensern gegen die „Roadmap“.
Unter israelischen Kritikern besteht die Auffassung, dass der Konvergenzplan kein Friedensplan sei, sondern „ein Plan, um die Besatzung zu verewigen – nur unter für Israel passenderen Bedingungen.“
Nach der Eskalation des Konflikts im Libanon im Sommer 2006 kündigte Ehud Olmert an, der Plan werde in der nächsten Zeit nicht umgesetzt. Bei den Wahlen 2009 löste eine rechtsgerichtete Regierung unter Führung von Benjamin Netanjahu Olmerts Regierungskoalition ab, die den Konvergenz-Plan nicht weiter verfolgt und stattdessen den Ausbau der Siedlungen im Westjordanland vorantreibt. Ähnliche Pläne zur Lösung des israelisch-palästinensischen Konflikts vertreten heute die liberalen Parteien Kadima, Hatnua und Jesch Atid.

Teilungsplan der UN von 1947
Grüne Linie, Waffenstillstandslinie 1967
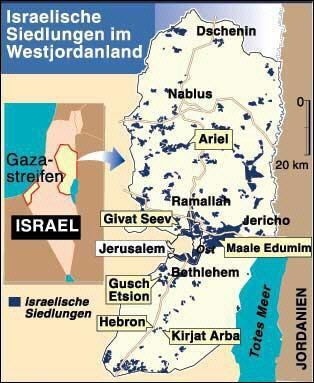
Israelische Siedlungen im 1967 eroberten Westjordanland
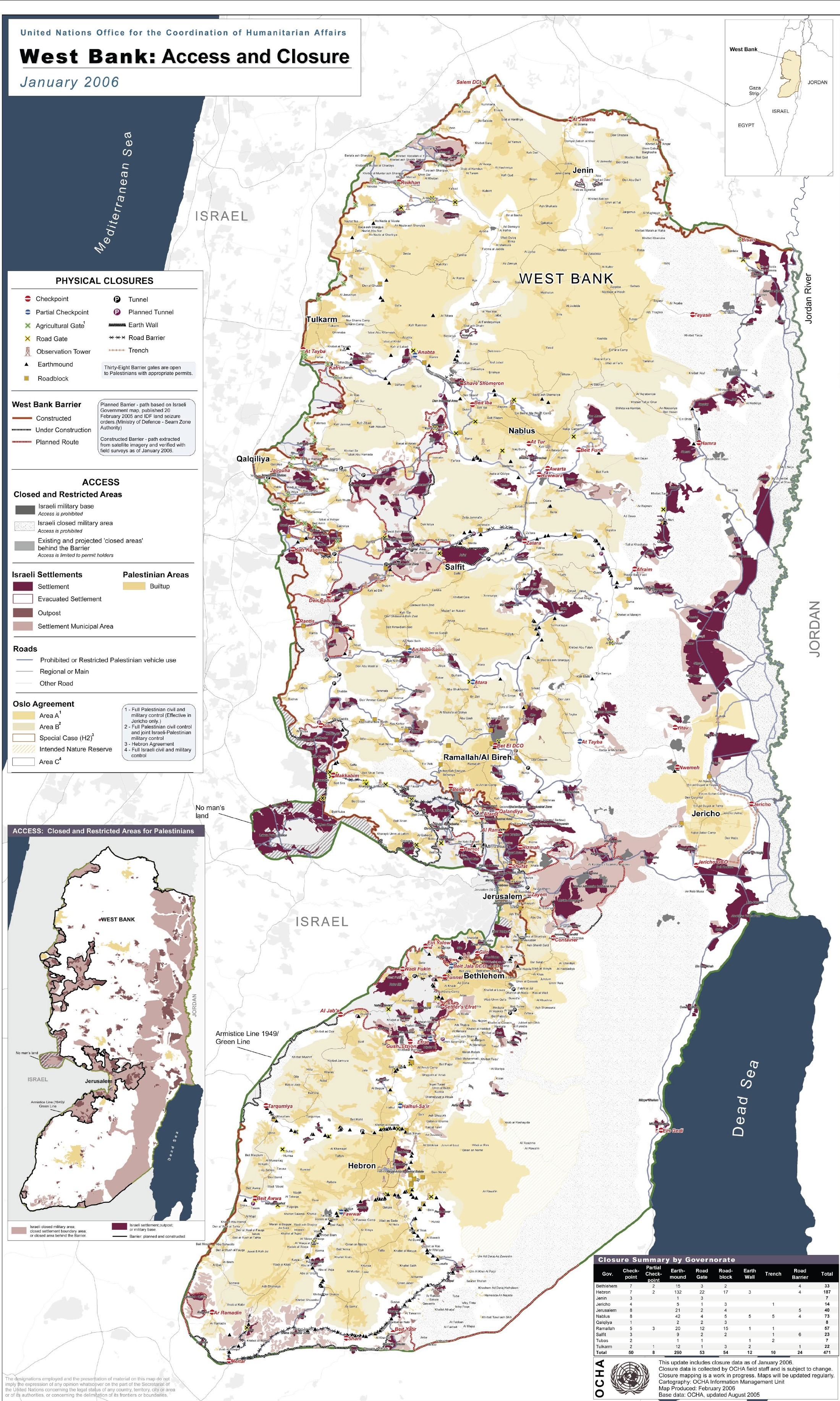
Israelische Siedlungen 2006 und Verwaltungshoheit nach Oslo-Abkommen
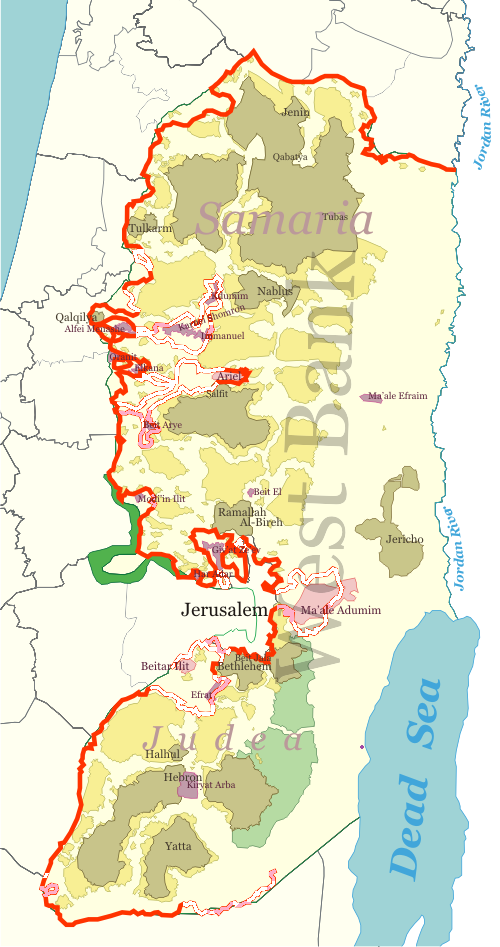
Verlauf der Sperranlage (Stand: Juli 2006)